# Piazza Grande (Módena)
Piazza Grande («la Plaza Grande») es una explanada construida en el siglo XII delante de la entrada de la catedral de Módena en Italia en el centro histórico de la villa. A pesar de su nombre, la plaza no es realmente muy grande, pero recibió este nombre en la Edad Media, época en la que las plazas eran bastante más pequeñas. Figura en la lista del Patrimonio de la Humanidad de la Unesco desde 1997, con la catedral y su campanario, la Torre Ghirlandina.

## Descripción del lugar
La plaza está rodeada por el Palazzo comunale (el ayuntamiento) del siglo XVII, el cual, en la Edad Media, poseía varias torres que fueron destruidas por un terremoto en 1501. Sobre la parte occidental de la plaza, se encuentra la fachada posterior del Arzobispado (los archivos) y al Sur, un edificio moderno ocupado por un banco. Este último edificio vino a sustituir al antiguo tribunal del siglo XIX que se encontraba en este sitio. El arquitecto Gio Ponti intentó unificar este edificio con los edificios más antiguos de la explanada.
Al noreste de la plaza, cerca del ayuntamiento, se encuentra la «Preda Ringadora», una pieza de mármol rectangular de tres metros de longitud que pertenecía a un edificio romano. Esta piedra se utilizaba como un estrado en la Edad Media para los oradores pero también como el lugar donde se ejecutaba la sentencia de los condenados.
En un nicho del ayuntamiento, se puede ver una pequeña estatua del siglo XII llamada «Bonissima». Se dice que se trata de la representación de una mujer noble llamada Bona que se distinguió por su generosidad hacia los pobres. Otros piensan que se trata de Matilda di Canossa que está en el origen de la construcción de la catedral. La estatua es popular en Módena. De una persona que se interesa por todo, incluso por asuntos que no le conciernen, se dice que está como «Bonnissima», la estatua que domina toda la plaza y puede oír todas las charlas que se desarrollan allí.
La plaza es el lugar de todas las celebraciones, el inicio y de llegada de los cursos y carnavales.
Lucio Dalla, intérprete y compositor italiano, interpretó una canción cuyo título «Piazza Grande», evoca esta plaza.